# Солонцово (Саратовская область)
Солонцово — посёлок в Энгельсском районе Саратовской области России. Входит в состав Безымянского сельского поселения.

## География
Поселок расположен между поселками Прилужный, Широкополье и Новочарлык.

## История
Основан как центральная усадьба свиносовхоза № 600 «Новый Кноль», организованного в 1932 году в составе «Немсвиноводтреста». Входил сначала в Мариентальский кантон, а затем в Лизандергейский кантон АССР НП. Совхоз № 600 граничил с совхозами № 103 (им. Энгельса, № 93 (в с. Титоренко), № 592 (Рот-Фронт), № 599 (Старый Кноль).
В 1941 году немецкое население было депортировано. Как и другие населённые пункты Лизандергейского района, посёлок включён в состав Саратовской области.
Впоследствии известен как 2-е отделение совхоза № 592. Указом Президиума Верховного Совета РСФСР от 19 октября 1984 года посёлку присвоено наименование «Солонцово».

## Население
| Годы      | 1987 | 2002 |
| --------- | ---- | ---- |
| Население | ≈ 90 | 34   |

| 2010 | 2019 |
| ---- | ---- |
| 48   | ↘45  |